# 珠江ビール
珠江ビール（しゅこうビール）は中華人民共和国広州市で生産されるビールのブランド名である。1985年に設立された広州珠江啤酒集団により製造される。
青島ビール及び燕京ビールと並び中国の三大ビールブランドとされ、現在中国国内で第2位の消費量となっている。現在中国国内のみならず、カナダ、フランス、オーストラリア、アメリカ合衆国、スウェーデン、イギリス等に輸出されている。